# سی‌امین روز
سی‌امین روز نام یک مجموعه تلویزیونی بیست‌وهفت قسمتی به نویسندگی سید سعید رحمانی، کارگردانی جواد افشار، تهیه‌کنندگی رضا جودی است که در ماه رمضان سال ۱۳۹۰ از شبکه دو پخش شد.

## داستان
داستان این فیلم دربارهٔ سیاوش کیانی (هومن سیدی) است که به‌طور اتفاقی برادر دوستش را به قتل می‌رساند و از آنجا که پایبند به رفاقت است، خودش را معرفی می‌کند. پس حکم دادگاه محکوم به اعدام می‌شود اما بنا به دلایلی با پاره شدن طناب‌دار نجات می‌یابد و…

## بازیگران
| بازیگر           | نقش |
| ---------------- | --- |
| هومن سیدی        |     |
| سیما تیرانداز    |     |
| محمود عزیزی      |     |
| رزیتا غفاری      |     |
| انوشیروان ارجمند |     |
| پژمان بازغی      |     |
| اتابک نادری      |     |
| آزاده صمدی       |     |
| مهران رجبی       |     |
| میرطاهر مظلومی   |     |
| بهرام ابراهیمی   |     |
| صفا آقاجانی      |     |
| کوروش سلیمانی    |     |
| فرشته سرابندی    |     |
| الناز حبیبی      |     |
| افشین سنگ‌چاپ     |     |
| رضا آحادی        |     |
| نسرین نصرتی      |     |
| عزیز هنرآموز     |     |
| سپیده عنایتی     |     |
| حمید مرادی       |     |

## عوامل تولید
- دستیار اول کارگردان: برزو نیک نژاد
- برنامه‌ریز: امین قوامی
- مدیر تصویربرداری: خسرو دادگر مرام
- صدابردار: صالح حبیبی
- تدوین و صداگذاری: مهدی جودی
- طراح گریم: عباس صالحی
- طراح صحنه: محسن شریفی
- مدیر تولید: بهرام جلالی
- موسیقی: رضا خسروی
- نویسنده:سید سعید رحمانی